# Upplands runinskrifter 500
Upplands runinskrifter 500 är en vikingatida runsten av gnejsgranit i Johannesberg, Gottröra socken och Norrtälje kommun. Stenen är ristad av en mycket ovan ristare. Ristningen är illa utförd, delvis beroende på att stenen är av olämplig typ, men troligen är stenen helt enkelt också ristad av någon som fått prova på uppgiften. Runstenen är cirka 1,7 m hög och 1,1-1,2 meter bred. Runhöjden är 7-8 centimeter.

## Inskriften
Translitterering av runraden:
þ-...s...-...r · -uk · (a)iþ--...-- ...-(t)u · kiara · merki · eftiʀ kelau (f)aþu... s-- sirk
Normalisering till runsvenska:
... [o]k ... [le]tu gærva mærki æftiʀ Kætillaug(?), faðu[r] s[inn] sirk.
Översättning till nusvenska:
... läto göra märket efter Kättillög, sin fader ...